# Gabeca Pallavolo
Maillots
Le Gabeca Pallavolo (connu sous le nom de sponsoring, Acqua Paradiso Monza Brianza) est club de volley-ball basé à Monza a été fondé en 1975 et évolue au plus haut niveau national (Serie A1) depuis 1987. Fondé a Carpenedolo, il fut transféré à Montichiari en 1986, sous le nom Società Pallavolo Montichiari, puis en 2009 à Monza.

## Historique
- 2009 : le club est transféré à Monza

## Palmarès
- Coupe des Coupes (2)
  - Vainqueur : 1991, 1992

## Effectif de la saison en cours
Entraîneur :  Mauro Berruto ; entraîneur-adjoint :  Gianlorenzo Blengini
| No | Nom                 | Date de Naissance | Taille | Poids | Nationalité | Poste                   |
| -- | ------------------- | ----------------- | ------ | ----- | ----------- | ----------------------- |
| 1  | Andrea Sala         | 27 décembre 1978  | 202    |       | Italie      | Central                 |
| 2  | Jeroen Rauwerdink   | 13 septembre 1985 | 199    |       | Pays-Bas    | Réceptionneur-attaquant |
| 3  | Matteo Pesenti      | 7 septembre 1976  | 184    |       | Italie      | Réceptionneur-attaquant |
| 4  | Robert Horstink     | 26 décembre 1981  | 201    |       | Pays-Bas    | Réceptionneur-attaquant |
| 5  | Simone Tiberti      | 13 septembre 1980 | 180    |       | Italie      | Passeur                 |
| 6  | Alessandro Paparoni | 17 août 1981      | 191    |       | Italie      | Réceptionneur-attaquant |
| 7  | Mikko Esko          | 3 septembre 1978  | 198    |       | Finlande    | Passeur                 |
| 8  | Marcello Forni      | 11 août 1980      | 200    |       | Italie      | Central                 |
| 9  | Carlo Mor           | 11 juin 1989      | 202    |       | Italie      | Central                 |
| 11 | Daniel Allan Howard | 13 décembre 1976  | 209    |       | Australie   | Central                 |
| 13 | Giacomo Bellei      | 7 février 1988    | 202    |       | Italie      | Attaquant               |
| 15 | Mauro Gavotto       | 16 avril 1979     | 202    |       | Italie      | Attaquant               |
| 17 | Giuseppe Zito       | 30 novembre 1989  | 188    |       | Italie      | Libero                  |
| 18 | Loris Manià         | 27 janvier 1979   | 190    |       | Italie      | Libero                  |

## Joueurs majeurs

### Du monde entier
- Davide Bellini  Italie (passeur, 1,97 m)
- Lorenzo Bernardi  Italie (réceptionneur-attaquant, 1,99 m)
- Francesco Dall'Olio  Italie (passeur, 1,86 m)
- Ferdinando De Giorgi  Italie (passeur, 1,78 m)
- Enrique De La Fuente  Espagne (réceptionneur-attaquant, 1,94 m)
- Jimmy George  Inde (réceptionneur-attaquant, 1,90 m)
- Andrija Gerić  Serbie (central, 2,03 m)
- Guido Görtzen  Pays-Bas (réceptionneur-attaquant, 1,96 m)
- Nikola Grbić  Serbie (passeur, 1,94 m)
- Osvaldo Hernández  Cuba (pointu, 1,98 m)
- Stefan Hübner  Allemagne (central, 2,00 m)
- Plamen Konstantinov  Bulgarie (réceptionneur-attaquant, 2,02 m)
- Gregor Jerončić  Slovénie (central, 2,01 m)
- Mauricio Lima  Brésil (passeur, 1,85 m)
- Marco Meoni  Italie (passeur, 1,96 m)
- Domotor Meszaros  Hongrie (pointu, 1,99 m)
- Ryan Millar  États-Unis (central, 2,00 m)
- Reinder Nummerdor  Pays-Bas (pointu, 1,93 m)
- Evgeni Mitkov  Russie (libero, 1,93 m)
- Damiano Pippi  Italie (libero, 1,94 m)
- Semen Poltavsky  Russie (pointu, 2,05 m)
- Jan Posthuma  Pays-Bas (central, 2,09 m)
- Andrea Sartoretti  Italie (pointu, 1,94 m)
- Cristian Savani  Italie (réceptionneur-attaquant, 1,95 m)
- Ventceslav Simeonov  Bulgarie (réceptionneur-attaquant, 2,00 m)
- Peter Veres  Hongrie (réceptionneur-attaquant, 2,00 m)
- Goran Vujević  Monténégro (réceptionneur-attaquant, 1,93 m)

## Entraîneurs
- 2008-2010 :  Mauro Berruto
- Andrea Anastasi  Italie
- Stelio De Rocco  Canada
- Ljubomir Travica  Croatie
- Julio Velasco  Argentine
- Emanuele Zanini  Italie

## Les Français et Montichiari
- Laurent Gebbert (réceptionneur-attaquant, 1,93 m)
- Gabriel Zobo-Lebay (pointu, 1,94 m)
- Jean-François Exiga (libéro, 1,75 m)